# Kumatir
Kumatir - Куматырь (rus) - és un khútor del krai de Krasnodar, a Rússia. Es troba a la vora del riu Kumatir, entre la plana de ponent del Caucas occidental i la costa de la mar Negra. És a 11 km al nord-est d'Anapa i a 121 km a l'oest de Krasnodar.
Pertany a l'stanitsa d'Anàpskaia.